# سونيت 21
السونيت 21 هي واحدة من السوناتات الـ 154 التي كتبها الكاتب والشاعر الإنجليزي وليم شكسبير، وهي جزء من سلسلة الشاب الوسيم. مثل السونيت 130، تناقش مسألة الصدق في الحب، حيث يؤكد شكسبير أن أبياته، رغم كونها أقل زخرفة من أبيات شعراء آخرين، إلا أنها أكثر صدقاً. وعلى عكس معظم سونيتات شكسبير، فإن السونيت 21 لا تُوجَّه لأي شخص محدد، فلا يوجد شخص ثاني، ولا يظهر «أنت» أو «أنتَ» بشكل واضح فيها.
شكسبير في هذه السونيت يرفض المبالغة في وصف الجمال أو الحب ويؤكد على الصدق والبساطة. كما أنه يربط الجمال الحقيقي بالطبيعة والكون (كالنجوم)، مع تلميحات ذكية حول ضرورة نقل هذا الجمال للأجيال المقبلة.

## البنية
السونيت 21 هي نموذج للسونيتة الإنجليزية الشكسبيرية. تتألف من ثلاثة رباعيات يليها ثنائي شعري، والقافية النمطية هي: abab cdcd efef gg — ولكن هذه القصيدة تحتوي على ست قوافي بدلاً من سبع، بسبب الصوت المشترك المستخدم في القوافي c وf في الرباعيتين الثانية والثالثة: "compare"، "rare"، "fair"، و "air".

السطر السادس يمثل مثالاً على الوزن الخماسي التفاعلي القياسي:
```
 ×    /  ×    /     ×   /     ×    /     ×    / With sun and moon, with earth and sea's rich gems, (21.6) 
```

/ = ictus قمة التفاعلية، موقع مقطعي قوي في الوزن الشعري. × = nonictus قمة غير تفاعلية.

عادةً ما يعتمد إحساس القارئ بالإيقاع. يقدم السطر العاشر حالة تتطلب فيها إحساس القارئ بالإيقاع لتحديد النبرات المطبقة على النص. بدون الاستفادة من قراءة السطر الحادي عشر، فإن القراءة النثرية المحايدة للنصف الثاني من السطر 10 ستلاحظ نبرات على كلمتي "love" و"fair"، ومع ذلك، فإن هذا لا ينتج سطراً على الوزن الخماسي. يجب على القارئ الحساس وضع نبرة على "my"، مما يسمح للنبرات بأن تستقر على "my" و"is"، مما ينتج الوزن الخماسي المتناسق المُحلل أدناه:
```
 ×     /   × /     ×   /  ×   /  ×   / And then believe me: my love is as fair (21.10) 
```

## الملخص والتحليل
يعتبر جورج ويندهام هذه السونيت هي أول ما تناولت مشكلة الشاعر المنافس؛ بينما يميز بيتشينغ وآخرون بين الشاعر المذكور هنا وبين ذلك الذي يظهر لاحقًا وينافس المتحدث في سونيتات شكسبير على حب محبوب ذكر.[بحاجة لمصدر] يؤكد لارسون أن «الميوز» (أي إلهام الشاعر) التي ينتقدها الشاعر هنا، والتي يسخر منها من خلال «المقارنة» ليبرز وجهة نظره، تختلف عن «الميوز» العاشرة في السونيت 38، رغم أن السونيتتين تشتركان في المفردات والقافية وموضوع الثناء.
يوضح شكسبير أن «ميوزاه» ليست مثل ميوز أي شخص آخر، والذي يتأثر بجمال مزخرف أو مدهون لكي يُثيره لكتابة الشعر. كلمة "stir" هنا تعني إثارة أو تحفيز الشغف أو العاطفة، كما تفعل «الميوز»، لكن شكسبير هنا يربط هذه الكلمة أيضًا بكلمة "painted" (أي المزخرف أو المدهون) حيث إن الطلاء يُحرَّك أو يُمزَج عند صنعه، مما يعني أن هذا النوع من الإلهام يعتمد على شيء خارجي وجميل بشكل مصطنع أو غير طبيعي لتحفيز الشِعر. شكسبير هنا ينتقد الشعراء الذين يكتبون عن جمال مزخرف أو خارجي، يعتقدون أنه يُثير الشعر والإلهام، ويعبر عن نوع من المبالغة أو الخداع في تقدير الجمال. هو يعارض هذا النوع من الإلهام قائلاً إنه لا يحتاج إلى جمال مزخرف أو مُبالغ فيه ليكتب عن الحب أو الجمال، بل يفضل الإلهام الصادق والطبيعي؛ يسخر شكسبير من الشاعر «الزائف» الذي يبحث عن صور حتى من السماء ليزين بها مقارنته، والذي سيكرر أو يصف محبوبه الجميل بالمقارنة مع كل جمال آخر ليُنشئ ما يُسمى "couplet" (بيت شعري) أو "couple" (مقارنة بين شيئين). تكرار كلمة "fair" يعكس ما قاله في السونيت 18: «وكل جميل ينتهي في وقت ما».
يُعارض شكسبير هذه الممارسة من المقارنات المتعالية التي تربط الجمال بالشمس والقمر والجواهر الثمينة على الأرض والبحر وأزهار الربيع الوليدة. كما يرفض «كل الأشياء النادرة» التي قد يستخدمها قلم الشاعر الآخر في مقارنته. هذا السطر يعكس ما قاله في السونيت 130: «على أية حال، أعتقد أن حبي نادر مثل أي شخص آخر شُوِّهَت صورته بالمقارنات الكاذبة».
يصف النص الشاعر بأنه مختلف عن غيره، حيث يتميز بأسلوبه البسيط والصادق في التعبير. يُشير النص إلى أن هذا الشاعر صادق في مشاعره تجاه الحب، ولذلك يكتب بصدق ويطلب من الشاب (الذي يخاطبه، أو القارئ بشكل عام) أن يصدقه. يعبر الشاعر عن حبّه بوضوح قائلاً: "حبي جميل مثل أي طفل وُلد لأمه"، وهو تشبيه بسيط وصادق يعكس الجمال الطبيعي وغير المبالغ فيه.
شكسبير مختلف وواضح في كلامه. لأنه «صادق في الحب»؛ ولذلك يكتب «بصدق» ويطلب من الشاب (أو القارئ) أن «يصدقه» قائلاً: «إن حبي رقيق جميل كالطفل مع أي واحدة من الأمهات». تشير الجملة إلى آخر تلميح في سلسلة السونيتات حول فكرة إنجاب الشاب «وريث». هناك تلاعب بالألفاظ بين كلمتي air (الهواء) وheir (الوريث) في السطر 12؛ مما يضيف بُعداً إبداعياً لمعنى السونيت. أما يشير تعبير «الشمع الذهبي» (gold candles) إلى النجوم في السماء. استخدام النجوم كشمع ذهبي يُظهر جمالها وأهميتها في إضاءة السماء ليلاً. لاحظ الناقد إدموند مالون أن وصف النجوم بالشموع يظهر أيضًا في مسرحيات شكسبير مثل روميو وجولييت ومكبث.[بحاجة لمصدر]
فسّر ألكسندر شميدت أن السطر 13 يشير إلى الأشخاص الذين يميلون إلى الوقوع في حب الأشياء التي تحظى بإعجاب الآخرين،[بحاجة لمصدر] بينما يفسره إدوارد دودن ‏ على أنه يتحدث عن أولئك الذين يسعون إلى لفت الانتباه وجذب الحديث عنهم. يشير وليم جيمس رولف ‏ إلى أن السطر الأخير والختام في السونيت ينتقدان بشكل واضح المديح المُبالغ فيه الذي يرفضه شكسبير في قصيدته.[بحاجة لمصدر] يربط جورج ويندهام هذا النقد بما جاء في قصيدة «دليا 53» "Delia 53" لصمويل دانيل، حيث ينتقد المتحدث في تلك القصيدة الشعراء الذين يكتبون أبياتاً غير صادقة تهدف فقط إلى تحقيق الشهرة أو الربح. تشير مادلين دوران وآخرون إلى أن انتقاد المديح الزائد كان شائعاً في أدب عصر النهضة، تقريباً بنفس شيوع هذا النوع من المدح نفسه، مما يعكس تناقضاً بين تقدير الجمال الطبيعي والصراحة وبين الإفراط في التجميل اللفظي.[بحاجة لمصدر] شكسبير في هذه السونيتة يبرز تفضيله للصدق والبساطة بدلاً من التفاخر المبالغ فيه.[بحاجة لمصدر]

## التفسيرات
- في هذا القسم، يُشار إلى تسجيل صوتي لأداء السونيت قدمته إيموجين ستوبس ضمن ألبوم تجميعي صدر في عام 2002 بعنوان "عندما يتحدث الحب  [لغات أخرى]‏"، وهو من إنتاج شركة إيمي للكلاسيكيات  [لغات أخرى]‏. هذا الألبوم يضم مجموعة من السونيتات الشهيرة لشكسبير، التي أداها مختلف الفنانين بأساليب متنوعة، ما يبرز قوة الشعر وأهميته في التعبير عن الحب.

## قراءات إضافية
- Baldwin, T. W. (1950). On the Literary Genetics of Shakspeare's Sonnets. University of Illinois Press, Urbana.
- Doran, Madeleine (1976). The Idea of Excellence in Shakespeare. Shakespeare Quarterly, 27. pp. 133–149.
- Hubler, Edwin (1952). The Sense of Shakespeare's Sonnets. Princeton University Press, Princeton.
- McGuire, Philip (1987). Shakespeare's Non-Shakespearean Sonnets. Shakespeare Quarterly, 38 (1987): pp. 304–319.
- Schoenfeldt, Michael (2007). The Sonnets: The Cambridge Companion to Shakespeare's Poetry. Patrick Cheney, Cambridge University Press, Cambridge.

الطبعة الأولى؛
- شكسبير, وليم (1609). Shake-speares Sonnets: Never Before Imprinted [سونيتات شيكسبير: لم تُطبع من قبل] (بالإنجليزية). لندن: Thomas Thorpe. Retrieved 2020-04-15.
- شكسبير, وليم (1905). Lee, Sidney (ed.). Shakespeares Sonnets: Being a reproduction in facsimile of the first edition [سونيتات شيكسبير: نسخة طبق الأصل من الطبعة الأولى] (بالإنجليزية). أكسفورد: دار نشر جامعة أكسفورد. OCLC:458829162. Retrieved 2020-04-15.

طبعات مختلفة؛
- شكسبير, وليم (1916). Alden, Raymond Macdonald (ed.). The Sonnets of Shakespeare [سونيتات شيكسبير] (بالإنجليزية). بوسطن: Houghton Mifflin Company. OCLC:234756. Retrieved 2020-04-15.
- شكسبير، وليم (1944). Rollins، Hyder Edward (المحرر). A New Variorum Edition of Shakespeare: The Sonnets [2 Volumes] [طبعة فاريورم الجديدة من سونيتات شيكسبير [مجلدان]]. فيلادلفيا: ليبينكوت  [لغات أخرى]‏. OCLC:6028485.{{استشهاد بكتاب}}:  صيانة الاستشهاد: علامات ترقيم زائدة (link)

الطبعات النقدية الحديثة؛
- شكسبير، وليم (2007). Atkins، Carl D. (المحرر). Shakespeare's Sonnets: With Three Hundred Years of Commentary [سونيتات شيكسبير: مع ثلاثة قرون من التعليقات]. ماديسون: Fairleigh Dickinson University Press. ISBN:978-0-8386-4163-7. OCLC:86090499.
- شكسبير، وليم (2000) [الطبعة الأولى 1977]. Booth، Stephen (المحرر). Shakespeare's Sonnets [سونيتات شيكسبير] (ط. منقحة). نيو هافن: Yale Nota Bene. ISBN:0-300-01959-9. OCLC:2968040.
- شكسبير، وليم (2002). Burrow، Colin (المحرر). The Complete Sonnets and Poems [السونيتات والقصائد الكاملة]. The Oxford Shakespeare. أكسفورد: دار نشر جامعة أكسفورد. ISBN:978-0192819338. OCLC:48532938.
- شكسبير، وليم (2010) [الطبعة الأولى 1997]. Duncan-Jones، Katherine (المحرر). Shakespeare's Sonnets [سونيتات شيكسبير]. The Arden Shakespeare, السلسلة الثالثة (ط. منقحة). لندن: دار بلومزبري. ISBN:978-1-4080-1797-5. OCLC:755065951.
- شكسبير، وليم (1996). Evans، G. Blakemore (المحرر). The Sonnets [سونيتات شيكسبير]. The New Cambridge Shakespeare. كامبريدج: مطبعة جامعة كامبريدج. ISBN:978-0521294034. OCLC:32272082.
- شكسبير، وليم (1995) [الطبعة الأولى 1986]. Kerrigan، John (المحرر). The Sonnets ; and, A Lover's Complaint [سونيتات شيكسبير؛ و، شكوى عاشق]. New Penguin Shakespeare (ط. منقحة). دار بنجوين للنشر. ISBN:0-14-070732-8. OCLC:15018446.
- شكسبير، وليم (2006). Mowat، Barbara A.؛ Werstine، Paul (المحررون). Shakespeare's Sonnets & Poems [سونيتات وقصائد شيكسبير]. مكتبة فولجر الشكسبيرية. نيويورك: Washington Square Press. ISBN:978-0743273282. OCLC:64594469.
- شكسبير، وليم (2001). Orgel، Stephen (المحرر). The Sonnets [سونيتات شيكسبير]. The Pelican Shakespeare (ط. منقحة). نيويورك: دار بنجوين للنشر. ISBN:978-0140714531. OCLC:46683809.
- شكسبير، وليم (1997). Vendler، Helen (المحرر). The Art of Shakespeare's Sonnets [فن سونيتات شيكسبير]. كامبريدج، ماساتشوستس: دار نشر جامعة هارفارد. ISBN:0-674-63712-7. OCLC:36806589.

## وصلات خارجية
- إعادة صياغة وتحليل (شكسبير-اون لاين)
- التحليل